# Henrardia quadrispinosa
Henrardia quadrispinosa är en tvåvingeart som beskrevs av Maurice Emile Marie Goetghebuer 1936. Henrardia quadrispinosa ingår i släktet Henrardia och familjen fjädermyggor. Inga underarter finns listade i Catalogue of Life.